# Unter Wasser küßt man nicht
Unter Wasser küßt man nicht ist ein 1961 entstandenes österreichisches Filmlustspiel mit Gunther Philipp in der Hauptrolle eines trotteligen Privatdetektivs.

## Handlung
Direktor Kaiser, Präsident der CDF-Bank, hat eine im Mittelmeer stattfindende Unterwasserexpedition finanziert und glaubt, dass sich seine hübsche Tochter Elfie dieser angeschlossen hat. Das passt ihm überhaupt nicht in den Kram, und daher beauftragt er den Privatdetektiv Lutz Blitz, der ganz entgegen seinem Namen alles andere als blitzgescheit ist, das Mädchen heim nach Österreich zu holen. Kaum angekommen, verwechselt Blitz Elfie prompt mit einer anderen Expeditionsteilnehmerin und verliebt sich ganz nebenbei auch noch in die richtige Elfie, deren wahre Identität er aber zunächst nicht kennt.

## Produktionsnotizen
Unter Wasser küßt man nicht entstand in der zweiten Jahreshälfte 1961 in Italien und Griechenland und wurde am 2. März 1962 uraufgeführt. Die deutsche Erstaufführung fand am 30. November 1962 statt.
Hans Zehetner entwarf die Filmbauten, Drehbuch-Coautor Rolf Olsen half dem Regie-unerfahrenen Erich Heindl, der auch die Produktionsleitung hatte, als künstlerischer Oberleiter bei der Inszenierung.
Kameramann Hans Heinz Theyer starb während der Dreharbeiten völlig überraschend.

## Kritiken
Paimann’s Filmlisten resümierte: „Schade um die Expeditionsaufnahmen aus Italien und Griechenland, die man zur Wattierung der einfältigen Story mit, Dialogfragmenten überbrückendem, Kommentar verwandte. Darin bewegen sich ungenügend geführter Nachwuchs und chargierende Arrivierte, verzapfen Plattheiten und geben ‚Schlager‘ zum Besten; in hübscher Landschaft, billigen Dekorationen, ungleicher Farbenphotographie.“

„Eine äußerst dilettantische Mischung aus mißglücktem Kulturfilm, der mit zahlreichen Unterwasseraufnahmen angereichert wurde, und unbeholfenem Lustspiel, das ganz vom grimassierenden Hauptdarsteller bestimmt wird.“